# ウニア〜夢記(ゆめのしるし)
『ウニア〜夢記(ゆめのしるし)』 (Unia) は、フィンランドのパワーメタルバンド、ソナタ・アークティカの5枚目のオリジナルアルバム。2007年5月23日に日本で先行発売された。バンドは本作で初めて、母国フィンランドのアルバム・チャートで1位を獲得した。

## 収録曲
1. イン・ブラック・アンド・ホワイト - In Black And White
2. ペイド・イン・フル - Paid In Full
3. フォー・ザ・セイク・オヴ・リヴェンジ - For The Sake Of Revenge
4. イット・ウォント・フェイド - It Won't Fade
5. アンダー・ユア・トゥリー - Under Your Tree
6. カレブ - Caleb
7. ザ・ヴァイス - The Vice
8. マイ・ドリームズ・バット・ア・ドロップ・オヴ・フューエル・フォー・ア・ナイトメア - My Dream's But A Drop Of Fuel For A Nightmare
9. ザ・ハーヴェスト - The Harvest
10. ザ・ワールズ・フォアゴットゥン,ザ・ワーズ・フォビドゥン - The Worlds Forgotten, The Words Forbidden
11. フライ・ウィズ・ザ・ブラック・スワン - Fly With The Black Swan
12. グッド・イナフ・イズ・グッド・イナフ - Good Enough Is Good Enough
13. ゼイ・ファロー - They Follow ※
14. アウト・イン・ザ・フィールズ - Out In The Fields ※
15. マイ・ドリームズ・バット・ア・ドロップ・オヴ・フューエル・フォー・ア・ナイトメア（インストゥルメンタル・ヴァージョン）※

※日本盤ボーナストラック

## 参加ミュージシャン
- トニー・カッコ - vocals
- ヤニ・リーマタイネン - guitar
- ヘンリク・クリンゲンベリ - keyboards
- マルコ・パーシコスキ - bass
- トミー・ポルティモ - drums